# Ganzá

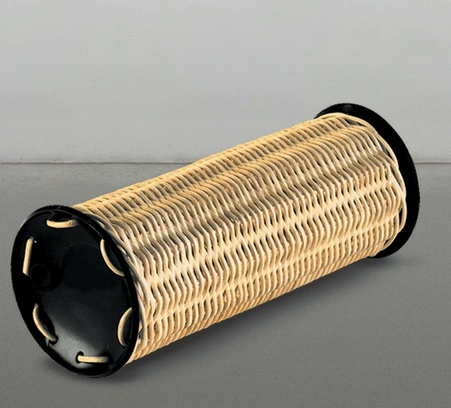
Chocalho ganzá

Ganzá ou canzá é um instrumento musical de percussão utilizado no samba e outros ritmos brasileiros. O ganzá é classificado como um idiofone executado por agitação. É um tipo de chocalho, geralmente feito de um tubo de metal ou plástico em formato cilíndrico, preenchido com areia, grãos de cereais ou pequenas contas. O comprimento do tubo pode variar de 15 centímetros até mais de 50 centímetros.

## Etimologia
"Ganzá" se originou do quimbundo nganza, que significa "cabaça".

## Execução e Origens
O instrumento é executado ao chacoalhar. O percussionista segura o ganzá horizontalmente com uma ou ambas as mãos e o agita para a frente e para trás. Com pequenos movimentos giratórios, o músico é capaz de controlar a maneira como os grãos caem dentro do tubo, permitindo a variação de intensidade de acordo com os tempos fortes e fracos do ritmo. O som é próximo a pulsos de ruído branco com curta duração e intensidade variável. No samba, o ganzá serve para fazer a marcação, sendo que os tempos são marcados por batidas fortes e os contratempos por batidas fracas.
Nas escolas de samba, é um dos instrumentos que fazem parte da bateria. Para aumentar a intensidade desse instrumento e permitir que seja ouvido entre os tambores, dezenas de ganzás são utilizados. Em geral, nesses casos, são utilizados grandes ganzás duplos ou triplos.
Há uma certa controvérsia a respeito das origens do ganzá: alguns pesquisadores afirmam que o instrumento é de origem africana; entretanto, moradores da comunidade indígena Catu dos Eleotérios - localizada entre os municípios de Canguaretama e Goianinha (no estado do Rio Grande do Norte, no Brasil) - afirmam que o ganzá é uma variação do maracá. Segundo moradores da citada comunidade, na primeira metade do século XX, fazer uso de maracás era proibido devido à ligação desse instrumento com os antigos cultos indígenas (dos quais o catimbó-jurema é uma ramificação). Por isso, os caboclos desenvolveram o instrumento e passaram a ritmar suas toadas com ganzás. A possibilidade de o ganzá (também chamado "pau de cimento") ser de origem indígena se torna maior quando percebemos a semelhança que há entre o citado instrumento e o "pau de chuva", dos índios.
Durante a primeira metade do século XX, uma lata de óleo ou de algum outro produto era levada aos mestres funileiros, que moldavam o instrumento derramando dentro da lata pedacinhos de chumbo.
Tanto emboladores de coco (dos quais o falecido Chico Antônio, caboclo, nascido no município de Pedro Velho, no Rio Grande do Norte, foi um exemplo), como membros de religiões afro-indígenas (mas também pesquisadores do calibre de Luís da Câmara Cascudo), chamam, às vezes, o ganzá de maracá e o maracá de ganzá (lembremo-nos que, em alguns catimbós da Paraíba, a Missão de Pesquisas Folclóricas, dirigida por Mário de Andrade, durante a década de 1930, encontrou maracás confeccionados com latão - sendo que o maracá é um instrumento ligado diretamente a cultos de origem indígena e o ganzá um instrumento em toadas de teor não religioso).
Porém, uma pesquisa mais profunda precisa ser realizada para conferir a veracidade das duas versões, uma vez que, na África, também há tipos autóctones de maracás e, partindo do princípio de que o município de Canguaretama nasceu de um povoado - o Saco do Uruá - composto por índios fugidos de aldeamentos e uns poucos quilombolas, em meados de 1850 - o ganzá pode ser um instrumento "híbrido" afro-indígena.

## Outros usos
O ganzá também pode ser utilizado em diversos outros gêneros musicais brasileiros, como o choro e o pagode. Também pode fazer parte do conjunto de percussão para ser usado como instrumento de efeito em diversos outros gêneros musicais, incluindo rock, jazz e até na música erudita.